# 少宰 (恆星)
少宰(天龍座η)也称紫微左垣三，又名BD+61 1591，HD 148387、SAO 17074、HR 6132，是天龍座的一颗恒星，视星等为2.74，位于銀經92.58，銀緯40.95，其B1900.0坐标为赤經16h 22m 38.1s，赤緯+61° 40.95′ 26″。